# Gueorgui Glazkov
Pour les articles homonymes, voir Glazkov.
Gueorgui Fiodorovitch Glazkov (en russe : Георгий Фёдорович Глазков) est un joueur et entraîneur de football, ainsi qu'un joueur de hockey sur glace soviétique né le 1er décembre 1911 à Vladimirova près de Moscou dans l'Empire russe et mort le 18 novembre 1968 à Moscou en URSS.

## Biographie

### Joueur de football
Joueur au Spartak de Moscou de 1935 à 1947
Il est surtout connu pour avoir terminé meilleur buteur du championnat d'URSS lors de la saison 1936 (automne) avec 7 buts.

## Statistiques de footballeur
| Saison                | Club                  | Championnat           | Championnat | Championnat | Coupe(s) nationale(s) | Coupe(s) nationale(s) | Total | Total |
| Saison                | Club                  | Division              | M.          | B.          | M.                    | B.                    | M.    | B.    |
| 1936                  | Spartak Moscou        | D1                    | 12          | 12          | 5                     | 6                     | 17    | 18    |
| 1937                  | Spartak Moscou        | D1                    | 7           | 2           | 5                     | 1                     | 12    | 3     |
| 1938                  | Spartak Moscou        | D1                    | 25          | 12          | 6                     | 5                     | 31    | 17    |
| 1939                  | Spartak Moscou        | D1                    | 21          | 8           | 4                     | 3                     | 25    | 11    |
| 1940                  | Spartak Moscou        | D1                    | 16          | 5           | -                     | -                     | 16    | 5     |
| 1941                  | Spartak Moscou        | D1                    | 2           | 0           | -                     | -                     | 2     | 0     |
| 1946                  | Spartak Moscou        | D1                    | 11          | 4           | 4                     | 4                     | 15    | 8     |
| 1947                  | Spartak Moscou        | D1                    | 11          | 6           | 4                     | 1                     | 15    | 7     |
| Total sur la carrière | Total sur la carrière | Total sur la carrière | 105         | 49          | 28                    | 20                    | 133   | 69    |

## Palmarès de footballeur
Spartak Moscou
- Champion d'Union soviétique en automne 1936, 1938 et 1939.
- Vainqueur de la Coupe d'Union soviétique en 1938, 1939, 1946 et 1947.